# Liuguan, Panzhou
Liuguan (kinesiska: 刘官, 刘官镇) är en köping i Kina. Den ligger i provinsen Guizhou, i den sydvästra delen av landet, omkring 220 kilometer sydväst om provinshuvudstaden Guiyang. Antalet invånare är 27302. Befolkningen består av 13 089 kvinnor och 14 213 män. Barn under 15 år utgör 23,0 %, vuxna 15-64 år 68 %, och äldre över 65 år 8,0 %.